# 南部貨物基地線
南部貨物基地線（：／ Nambu-hwamul-giji seon */?）是一條連結京畿道義王市的義王站與五峯站，總延長3.0公里，屬於韓國鐵道公社的鐵路線，1982年開通。全線複線電氣化。

## 概要
南部貨物基地線係為應對集裝箱貨運增加，為處理集裝箱貨運而建設，終點五峯站鄰近貨櫃碼頭--京仁ICD，成為京仁ICD的貨物運輸要道。

### 路線資料
- 路線距離：3.0公里
- 營運機關：韓國鐵道公社（全線）
- 軌距：1435毫米（標準軌）
- 站數：2個
- 複線路段：全線
- 電氣化路段：全線

## 历史
- 1982年：京仁ICD第一中心完工，南部貨物基地線富谷 - 儀旺間路线启用。

- 1986年：京仁ICD第二中心完工。
- 1992年3月2日：五峯站改称儀旺站。
- 1996年12月：下行線電氣化。
- 2004年6月25日：應儀旺市要求富谷站改称儀旺站，原儀旺站改称五峯站。[2]
- 2005年2月：上行線電氣化。
- 2007年3月：儀旺市的漢字表記變更為義王市，車站的漢字表記也變更為義王站。

## 車站列表
| 中文站名 | 韓文站名 | 英文站名 | 站間距離（公里） | 營業距離（公里） | 接續路線 | 所在地 | 所在地 | 備註     |
| -------- | -------- | -------- | ---------------- | ---------------- | -------- | ------ | ------ | -------- |
| 義王     |          |          | 0.0              | 0.0              | 京釜線   | 京畿道 | 義王市 |          |
| 五峯     |          |          | 3.0              | 3.0              |          | 京畿道 | 義王市 | 貨物專用 |

## 其他
韩国铁道公社曾计划在该路线办理客运，然而由于该路线为盲肠线，并不方便乘客来往，故搁置计划。預留用地現在成為韓國首都圈一環高速公路道路用地。